# Dinu Cocea
Constantin (Dinu) Cocea (n. 22 septembrie 1929, comuna Periș, județul Ilfov - d. 26 decembrie 2013, Paris) a fost un regizor și scenarist român.

## Biografie
S-a stabilit la Paris în anul 1986. Părinții săi erau Ilie Cocea, judecător, și Eugenia Cocea (născută Troteanu), profesoară. Dinu Cocea era nepot al scriitorului N.D. Cocea, fiind văr cu fiicele acestuia, actrițele Dina Cocea și Tanți Cocea.

## Filmografie

### Regizor
- Ciulinii Bărăganului (1958) - asistent regie
- D-ale carnavalului (1959) - prim asistent regie
- Băieții noștri (1960) - prim asistent regie
- Mîndrie (1961) - regizor secund
- Tudor (1963) - regizor secund
- Haiducii (1966)
- Răpirea fecioarelor (1968)
- Răzbunarea haiducilor (1968)
- Haiducii lui Șaptecai (1971)
- Zestrea domniței Ralu (1971)
- Săptămîna nebunilor (1971)
- Parașutiștii (1972)
- La Révolte des Haîdouks (1972) - serial TV
- Stejar – extremă urgență (1974)
- Nu opriți ventilatorul (1976)
- Lanțul neglijențelor (1976)
- Instanța amînă pronunțarea (1976)
- Ecaterina Teodoroiu (1978)
- Iancu Jianu zapciul (1981)
- Iancu Jianu haiducul (1981)

### Scenarist
- Răpirea fecioarelor (1968) - împreună cu Eugen Barbu și Mihai Opriș
- Răzbunarea haiducilor (1968) - împreună cu Eugen Barbu și Mihai Opriș
- Săptămîna nebunilor (1971) - împreună cu Eugen Barbu și Mihai Opriș
- Instanța amînă pronunțarea (1976) - împreună cu Mihai Opriș și Gabriel Iosif Chiuzbaian
- Iancu Jianu zapciul (1981) - împreună cu Mihai Opriș și Vasile Chiriță
- Iancu Jianu haiducul (1981) (1981) - împreună cu Mihai Opriș și Vasile Chiriță

### Actor
- Instanța amînă pronunțarea (1976)
- Rug și flacără (1980)